# Tabia (Marocco)
Tabia  (in arabo تابية‎?) è un centro abitato e comune rurale del Marocco situato nella provincia di Azilal, regione di Béni Mellal-Khénifra. Conta una popolazione di 7 849 abitanti (censimento 2014).